# IFPI Schweiz
La IFPI Schweiz è il ramo svizzero dell'International Federation of the Phonographic Industry. IFPI Svizzera è un'organizzazione no-profit, finalizzata a difendere gli interessi delle etichette discografiche svizzere in essa associate.

## Classifiche
Dal gennaio 1968, IFPI Svizzera si occupa di stilare la classifica settimanale dei singoli più venduti nel Paese. Inoltre, a partire dal 1º novembre 1983, IFPI Svizzera realizza le classifiche ufficiali relative alla vendita degli album nel Paese elvetico, in collaborazione con Media Control AG.
Attualmente, ogni settimana IFPI Svizzera si occupa di pubblicare:
- La Top 75 dei singoli più venduti.
- La Top 100 degli album più venduti.
- La Top 20 delle compilation più vendute.
- La Top 30 dei brani più trasmessi dalle radio
- La Top 10 dei 10 DVD più venduti.

## Certificazioni

### Album e singoli
| Categoria                                                                                   | Numero di copie | Numero di copie  |
| Categoria                                                                                   | Disco d'oro     | Disco di platino |
| ------------------------------------------------------------------------------------------- | --------------- | ---------------- |
| Album e singoli pubblicati fino al 31 dicembre 2000                                         | 25.000          | 50.000           |
| Album e singoli pubblicati tra il 1º gennaio 2001 e il 31 dicembre 2005                     | 20.000          | 40.000           |
| Album e singoli pubblicati dal 1º gennaio 2006 e il 31 dicembre 2012                        | 15.000          | 30.000           |
| Album e singoli pubblicati dal 1º gennaio 2013                                              | 10.000          | 20.000           |
| Album e singoli in francese e italiano pubblicati dal 1º gennaio 2007 e il 31 dicembre 2012 | 10.000          | 20.000           |
| Album e singoli in francese e italiano pubblicati dal 1º gennaio 2017                       | 7.500           | 15.000           |

### DVD musicali
| Certificazione   | Numero di copie |
| ---------------- | --------------- |
| Disco d'oro      | 3.000           |
| Disco di platino | 6.000           |